# Pariagium
Pariagium (sł. łacińskie, fr. Paréage) w prawie feudalnym umowa stowarzyszenia dwóch lub większej liczby feudałów, rycerzy, obcokrajowców lub duchownych zapewniająca wszystkim  równość praw do pożytków ze wspólnie posiadanego terenu np. prowincji, wyspy, zwykle połączona z podziałem stref wpływu i ustaleniem kto za co ponosi  koszty (np. podatki) i za co odpowiada. Mimo wewnętrznego podziału, na zewnątrz pariagium występuje jako całość. 
Przykładami pariagium może być:
- prowincja Gévaudan od początku XIV w. podzielona między króla (Francję), biskupów z Mende oraz kilku baronów w tym Peyre. Prowincja i podział zostały zlikwidowane podczas rewolucji francuskiej (baronowie stracili znaczenie głównie podczas wojen z hugenotami),
- państwo Andora w którym do dziś istnieje wspódzielenie władzy kościelnej i świeckiej.